# Christina Birkenhake
Christina Birkenhake (* 1961) ist eine deutsche Mathematikerin, die sich mit Algebraischer Geometrie und komplexer Analysis befasst.
Christina Birkenhake studierte ab 1982 Mathematik in Münster und Erlangen und wurde 1989 an der Universität Erlangen-Nürnberg bei Herbert Lange promoviert (Heisenberg-Gruppen ampler Geradenbündel auf abelschen Varietäten). 1988 bis 2001 war sie wissenschaftliche Mitarbeiterin am Mathematischen Institut. Sie habilitierte sich 1994 in Erlangen, war dort Privatdozentin, war Wintersemester 2001/02 bis 2002/03 Professorin an der Universität Mainz. Seit 2003 ist sie als Lehrerin an verschiedenen Nürnberger Gymnasien und Berufsschulen und als Dozentin an der Universität und verschiedenen Fachhochschulen im Großraum Erlangen tätig. Sie hält auch öffentliche Vorträge über mathematische und astronomische Themen wie Symmetrien in der Alhambra.
Mit Lange verfasste sie zwei Monographien über komplexe Abelsche Varietäten und über komplexe Tori.
1994 erhielt sie den Emmy Noether Preis der Naturwissenschaftlichen Fakultät der Universität Erlangen-Nürnberg.

## Schriften
- mit Herbert Lange: Complex Abelian Varieties (= Grundlehren der mathematischen Wissenschaften. 302). Springer, Berlin u. a. 1992, ISBN 3-540-54747-9 (2., erweiterte Auflage. ebenda 2004, ISBN 3-540-20488-1).
- Abelian Surfaces. In: Michiel Hazewinkel (Hrsg.): Encyclopaedia of Mathematics. Supplement Band 1. Kluwer, Dordrecht u. a. 1997, ISBN 0-7923-4709-9, S. 6–8.
- Complex structures contained in classical groups. In: Journal of Lie Theory. Band 8, Nr. 1, 1998, S. 139–152, (online).
- mit Víctor González-Aguilera, Herbert Lange: Automorphisms of 3-dimensional abelian varieties. In: Angel Carocca, Víctor González-Aguilera, Rubí E. Rodríguez (Hrsg.): Complex Geometry of Groups. „Cruz del Sur“ I Iberoamerican Congress on Geometry, January 5–11, 1998, Olmué, Chile (= Contemporary Mathematics. 240). American Mathematical Society, Providence RI 1999, ISBN 0-8218-1381-1, S. 25–47.
- mit Herbert Lange: Complex Tori (= Progress in Mathematics. 177). Birkhäuser, Boston MA u. a. 1999, ISBN 0-8176-4103-3.
- mit Herbert Lange: An isomorphism between moduli spaces of abelian varieties. In: Mathematische Nachrichten. Band 253, 2003, S. 1–5, doi:10.1002/mana.200310041.
- mit Pol Vanhaecke: The vanishing of the theta function in the KP direction: a geometric approach. In: Compositio Mathematica. Band 135, Nr. 3, 2003, S. 323–330, doi:10.1023/A:1022206916088.
- mit Hannes Wilhelm: Humbert surfaces and the Kummer plane. In: Transactions of the American Mathematical Society. Band 355, Nr. 5, 2003, S. 1819–1841, doi:10.1090/S0002-9947-03-03238-0.
- Algebraische Geometrie – Ein Einblick. In: Mathematikinformation. Nr. 51, 2009, S. 3–33, (Digitalisat).
- mit Valery Alexeev, Klaus Hulek: Degenerations of Prym varieties. In: Journal für die reine und angewandte Mathematik. Band 553, 2002, S. 73–116, doi:10.1515/crll.2002.103, (Arxiv 2001).